# Flygtningen fra Sing-Sing (film fra 1922)
Flygtningen fra Sing-Sing er en amerikansk stumfilm fra 1922 af Irving Cummings.

## Medvirkende
- Lon Chaney som David Webster
- Edith Roberts
- Ralph Lewis som Fletcher Burton
- Jack Mulhall som Ted Burton
- Noah Beery som Li Fang
- DeWitt Jennings som Doyle
- Togo Yamamoto